# Alma-Atinskaja (stanice metra v Moskvě)
Alma-Atinskaja (rusky Алма́-Ати́нская) je nejjižnější stanice Zamoskvorecké linky, nacházející se v jižní části Moskvy, ve čtvrti Bratějevo. Byla otevřena 24. prosince 2012.

## Dějiny
Mělo se jednat o povrchovou stanici; stanice se měla původně jmenovat Bratějevo a trať měla pokračovat za ní ještě dále do plánovaného Depa Bratějevo. O změně názvu na Alma-Atinskou bylo rozhodnuto 29. listopadu 2011 a jednalo se o manifestaci přátelství mezi Ruskem a Kazachstánem, kde byla na metru v Almaty recipročně pojmenována stanice po Moskvě.

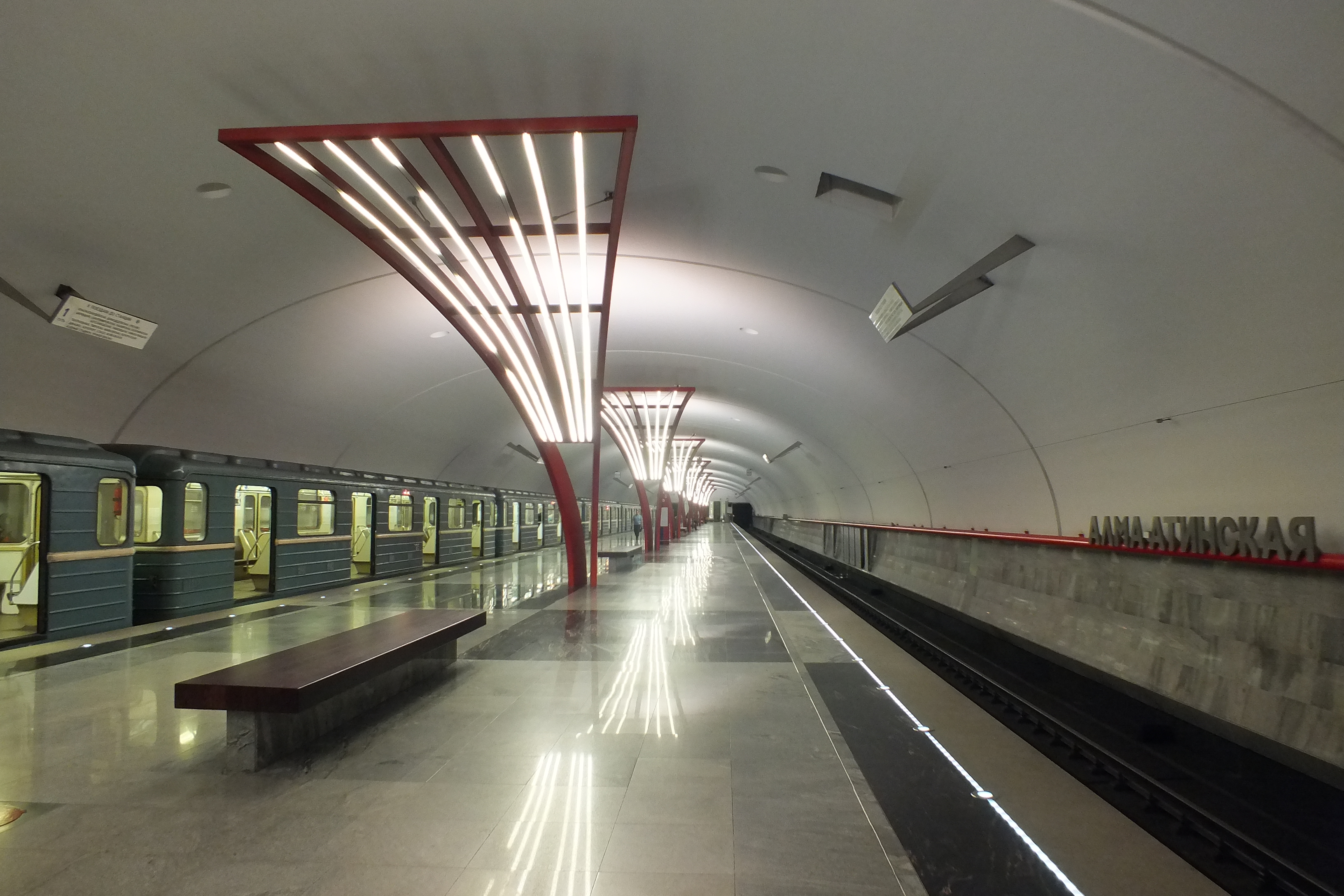
Stanice

Od stanice Krasnogvardějskaja by se jednalo o úsek nový dlouhý zhruba 2,9 km; vybudování této stanice bylo již několikrát oddalováno (objevovaly se letopočty 2008 až 2011). Původně však stanice měla stát již v letech osmdesátých, krátce po dokončení úseku metra do Krasnogvardějské roku 1985.